# Дуйсбург (футбольный клуб)
«Дуйсбург» (нем. MSV Duisburg) — немецкий футбольный клуб из одноимённого города, земля Северный Рейн-Вестфалия. Выступает в Третьей лиге. Домашние матчи принимает на стадионе «МСВ-Арена».

## История
Клуб был основан в 1902 году под названием Meidericher Spielverein (в переводе с нем. — «Мейдерихская игровая команда») и представлял городок Мейдерих, ставший районом Дуйсбурга уже в 1905 году. В том же 1905 году они поглощают клуб Sport Club Viktoria Meiderich (в переводе с нем. Спортивный клуб «Виктория» Мейдерих). В 1967 году команда принимает современное название, согласно статусу самой известной в городе команды, постоянно представляющей город в тех или иных спортивных состязаниях. Клуб держит совместно с «Санкт-Паули» антирекорд первой Бундеслиги по количеству финишей на последнем месте — 4 (в сезонах 1981/82, 1999/2000, 2005/06, 2007/08).

## Достижения
- Вице-чемпион Германии: 1964
- Финалист кубка Германии: 1966, 1975, 1998, 2011
- Финалист Кубка Интертото: 1974